# مدى دالة
في الرياضيات، مدى دالة (بالإنجليزية: Range of a function)‏ هو مجموعة جزئية من مجموعة وصول هذه الدالة، مكونة من العناصر التي تصل إليها تلك الدالة. بتعبيير آخر، مدى دالة ف هو مجموعة صور عناصر مجموعة الانطلاق كاملة.

هي دالة مجموعة انطلاقها هي X ومجموعة وصولها هي Y. الشكل البيضوي الأصفرداخل Y هو صورة.